# Saint-Martin-Lestra
Saint-Martin-Lestra là một xã trong tỉnh Loire miền trung nước Pháp.